# 18 Wheels of Steel
18 Wheels of Steel ist eine Computerspiel-Reihe von Lastkraftwagen- und Speditions-Simulationen, die vom tschechischen Spieleentwickler SCS Software entwickelt und in Deutschland von ValuSoft (ein Studio von THQ) und später Rondomedia veröffentlicht wurde. Im Vordergrund steht dabei der Aufbau eines Fuhrunternehmens sowie die Fahrt mit dem Lkw von der Lade- zur Abladestelle. Die 18-Wheels-of-Steel-Reihe basiert auf dem 2002 erschienenen Hard Truck: 18 Wheels of Steel. Mit Truck Simulator veröffentlichte SCS Software eine weitere Spielereihe mit LKW-Fahrtsimulationen.

## Spiele der 18-Wheels-of-Steel-Reihe

### Hard Truck: 18 Wheels of Steel
Hard Truck: 18 Wheels of Steel ist der dritte Teil der Hard-Truck-Reihe und leitet zugleich die Reihe 18 Wheels of Steel ein. Das Spiel wurde 2002 für Windows veröffentlicht.

### Across America

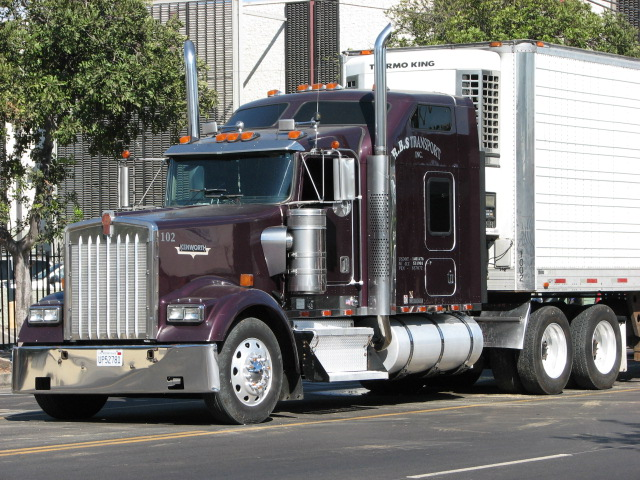
18 Wheels of Steel: Across America enthält Trucks, die unter anderem Kenworth-Modellen wie diesem W900 nachempfunden sind

18 Wheels of Steel: Across America ist eine schlichte Weiterentwicklung von Hard Truck: 18 Wheels of Steel. Es wurden grafische Verbesserungen vorgenommen, der Fuhrpark erweitert und neue Strecken eingebaut. Eine wesentliche Veränderung im Vergleich zu Hard Truck: Die Ruhezeitanzeige wurde entfernt. Dadurch gab es keine gezwungenen Rastzeiten mehr, was im Nachhinein betrachtet zu fehlendem Realismus führte. Schauplatz für 18 Wheels of Steel: Across America liefern die USA mit 20 Großstädten.

### Voll aufs Gas
Das nächste Spiel der 18-Wheels-of-Steel-Reihe brachte Neuerungen wie weitere Lkw und Auflieger sowie zehn neue Großstädte. Die Fahrstrecken dehnen sich nun über die USA hinaus. Dabei geht es vom nördlichen Mexiko bis in den Süden von Kanada. Das gesamte Spiel umfasst 30 Städte. Um mehr Realismus in das Spiel zu bringen, wurde die Ruhezeitanzeige wieder eingebaut, die beim Vorgänger fehlte. Voll aufs Gas verwendet erstmals OpenGL. Das Spiel wurde im August 2004 veröffentlicht.

### Convoy
In 18 Wheels of Steel: Convoy kann der Spieler erstmals von der Fahrerkabine aus mit der Maussteuerung nach außen schauen. Die Seitenspiegel können dadurch genutzt werden. Die Fahrstrecken reichen von Mexiko quer durch die USA bis ins südliche Kanada. Die Fahrt geht insgesamt durch mehr als 30 Städte. Im Gegensatz zu den Vorgängern der Spielereihe erkannte der Spieler bedingt durch eine neue Grafik-Engine auch Fahrer in anderen Fahrzeugen. Convoy erschien im September 2005.

### Haulin’
Sowohl grafisch als auch realistisch machte 18 Wheels of Steel: Haulin’ einen Sprung nach vorn. Die Bildauflösung wurde deutlich erhöht, was die Umgebung noch schöner aussehen lässt. Ebenso wurden die Lkw verbessert und die Straßen ausgebaut. Die Straßenbeschilderung funktionierte ebenso besser und die Armaturen im Lkw zeigten sich realistisch. Die Tour ging nun durch über 40 Großstädte, obwohl Mexiko aus der Fahrtenplanung wegfiel. Das Spiel erschien im Dezember 2006.

### American Long Haul
Für 18 Wheels of Steel: American Long Haul gibt es im Vergleich zum Vorgänger eine etwas bessere Grafik. Der Norden von Mexiko wurde wieder in die Routenplanung aufgenommen, und ebenso gibt es für die Tuningwerkstatt neue Teile. Die Hintergrundmusik besteht nur aus zwei Titeln, kann aber beliebig durch eigene Titel erweitert werden. Das Spiel erschien im März 2008. Ein kleines Easteregg haben die Entwickler in der mexikanischen Stadt Chihuahua versteckt, und zwar die Bar Titty Twister aus dem Film From Dusk Till Dawn.

### Extreme Trucker
In 18 Wheels of Steel: Extreme Trucker ist erstmals kein Highway-Netz enthalten, stattdessen muss sich der Spieler auf drei besonders extremen Strecken beweisen: Der Eisstraße Tuktoyaktuk Winter Road, Australisches Outback sowie Yungas-Straße. Der Verkaufsstart in Deutschland erfolgte im November 2009.

### Extreme Trucker 2
18 Wheels of Steel: Extreme Trucker 2 enthält neben kleinen Verbesserungen zusätzlich zu den aus dem Vorgänger bekannten Strecken zwei weitere Szenarien, Montana und Bangladesh. Trotzdem wird es als eigenes Spiel und nicht als Add-on vertrieben. Der Verkaufsstart in Deutschland war im Februar 2011.